# الطريق 23
الطريق 23 (طريق الولايات المتحدة 23) هو طريق سريع مرقم للولايات المتحدة يمتد من جاكسونفيل، فلوريدا إلى مدينة ماكيناو بولاية ميشيغان.
في ولاية فلوريدا الأمريكية، يتداخل الطريق 23 مع الطريق الأول جنوب ألما، جورجيا، باستثناء وسط مدينة جاكسونفيل.
الطريق 23 يتداخل أيضًا مع الطريق 301 بين جورجيا و كالاهان.